# 菅沢町 (横浜市)
菅沢町（すがさわちょう）は、神奈川県横浜市鶴見区の地名。「丁目」のない単独行政地名。住居表示実施済区域。

## 地理
鶴見区の東部に位置し、西に市場下町、北西に市場西中町、北に市場大和町、北東に市場富士見町、東に平安町、南東に栄町通、川を挟んで南西に鶴見中央と接している。
現在の平安町や市場大和町の大部分や市場富士見町の全域は川崎運河の開削までは菅沢（旧町田村、潮田町）であり、江戸時代は現在の川崎市川崎区京町の一部も菅沢村であったと推定される。

### 河川
- 鶴見川

## 歴史

### 沿革
かつて横浜市に編入前のこの場所は、橘樹郡鶴見町大字菅沢であった。
- 1927年（昭和2年）4月1日 - 横浜市に編入。横浜市菅沢町となる[7]。
- 1927年（昭和2年）10月1日 - 横浜市の区制施行により、鶴見区を新設。横浜市鶴見区菅沢町となる[8]。
- 1928年（昭和3年）9月1日 - 耕地整理に伴い、菅沢町の一部を潮田町へ編入[8]。
- 1962年（昭和37年）4月3日 - 土地区画整理事業に伴い、栄町通、市場町との境界を変更する[9]。
- 1968年（昭和43年）7月1日 - 住居表示の実施に伴い、市場町、平安町、栄町通の各一部を菅沢町に編入。菅沢町の一部を市場富士見町へ編入[10]。

## 世帯数と人口
2025年（令和7年）6月30日現在（横浜市発表）の世帯数と人口は以下の通りである。
| 町丁   | 世帯数  | 人口    |
| ------ | ------- | ------- |
| 菅沢町 | 964世帯 | 1,615人 |

### 人口の変遷
国勢調査による人口の推移。
| 年                 | 人口  |
| ------------------ | ----- |
| 1995年（平成7年）  | 1,265 |
| 2000年（平成12年） | 1,298 |
| 2005年（平成17年） | 1,290 |
| 2010年（平成22年） | 1,345 |
| 2015年（平成27年） | 1,460 |
| 2020年（令和2年）  | 1,516 |

### 世帯数の変遷
国勢調査による世帯数の推移。
| 年                 | 世帯数 |
| ------------------ | ------ |
| 1995年（平成7年）  | 527    |
| 2000年（平成12年） | 568    |
| 2005年（平成17年） | 621    |
| 2010年（平成22年） | 677    |
| 2015年（平成27年） | 761    |
| 2020年（令和2年）  | 829    |

## 学区
市立小・中学校に通う場合、学区は以下の通りとなる（2024年11月時点）。
| 番・番地等 | 小学校             | 中学校             |
| ---------- | ------------------ | ------------------ |
| 全域       | 横浜市立平安小学校 | 横浜市立市場中学校 |

## 事業所
2021年（令和3年）現在の経済センサス調査による事業所数と従業員数は以下の通りである。
| 町丁   | 事業所数 | 従業員数 |
| ------ | -------- | -------- |
| 菅沢町 | 38事業所 | 632人    |

### 事業者数の変遷
経済センサスによる事業所数の推移。
| 年                 | 事業者数 |
| ------------------ | -------- |
| 2016年（平成28年） | 42       |
| 2021年（令和3年）  | 38       |

### 従業員数の変遷
経済センサスによる従業員数の推移。
| 年                 | 従業員数 |
| ------------------ | -------- |
| 2016年（平成28年） | 649      |
| 2021年（令和3年）  | 632      |

## 交通
- 国道15号

## 施設
- サムスン日本研究所

## その他

### 日本郵便
- 郵便番号 : 230-0027[3]（集配局：鶴見郵便局[20]）

### 警察
町内の警察の管轄区域は以下の通りである。
| 番・番地等 | 警察署     | 交番・駐在所 |
| ---------- | ---------- | ------------ |
| 全域       | 鶴見警察署 | 市場交番     |